# 安迪·布萊恩特
安迪·D·布萊恩特（英語：Andy D. Bryant，1950年—），是跨國半導體公司英特爾的前任董事長。他於1981年加入英特爾，曾經擔任該公司的副董事長、首席行政官和首席財務官。布萊恩特於2020年1月辭去董事會主席職務，並計畫在2020年5月之前完全從董事會退休。他目前擔任公司的執行顧問，同時擔任麥克森公司和美國哥倫比亞運動服裝公司的董事會成員。

## 早年生活
布萊恩特在密蘇里州獨立城長大後，他獲得了密蘇里大學經濟學學位，該學位為他打下了堅實的學術基礎。他隨後在堪薩斯大學攻讀MBA學位，這使他具備了更廣泛的商業知識和管理技能。他的學術背景和商業教育為他進入汽車行業提供了有力的支持。他開始在福特汽車公司工作，這為他提供了寶貴的行業經驗和洞察力。在那之後，他轉職到密歇根州底特律的克萊斯勒公司，這進一步擴展了他的專業經歷和知識。